# Douglas Coleman
Douglas Leonard Coleman (* 6. Oktober 1931 in Stratford, Ontario; † 16. April 2014 in Lamoine, Maine) war ein kanadischer Biochemiker und Forscher am Jackson Laboratory. Seine Arbeiten waren grundlegend für die Erforschung von Adipositas und Diabetes mellitus.

## Leben
Coleman erwarb 1954 an der McMaster University in Hamilton einen Bachelor in Chemie, 1956 an der University of Wisconsin–Madison einen Master und 1958 einen Ph.D. ebendort.
Seine wissenschaftliche Karriere – bis zu seinem Ruhestand 1991 – verbrachte Coleman am Roscoe B. Jackson Memorial Laboratory (heute Jackson Laboratory) in Bar Harbor, Maine. Er begann als Forschungsassistent und durchlief zahlreiche Karrierestufen bis zum Leiter einer Forschungsgruppe und zum (Übergangs-)Direktor.
Seit seinem Ruhestand widmete sich Coleman ökologischen Fragen wie kleinflächiger Waldwirtschaft oder Landschaftsschutz.

## Wirken
Coleman entdeckte bei Mäusen zwei Mutationen: die Variante obese kann ein Hormon (heute als Leptin bekannt) nicht produzieren und neigt zur Adipositas – auch bei reduzierter Nahrungszufuhr; die Variante diabetes hat das Hormon zwar im Überfluss, kann es aber am Hypothalamus nicht verwerten und neigt daher ebenfalls zur Adipositas. Mit Versuchen der Parabiose – dem Zusammenschalten von Teilen des Kreislaufes zweier jeweils für einen Gendefekt homozygoter Versuchstiere – konnte Coleman Theorien zu der Wirkung des postulierten Hormons entwickeln. Coleman vermutete auch, dass die weite Verbreitung von Adipositas und Diabetes mellitus unter den heutigen Menschen Folge eines evolutionären Vorteils heterozygoter Individuen in Phasen des Hungerns ist. Zahlreiche Überlegungen Colemans konnten später durch Jeffrey M. Friedman bestätigt werden.

## Auszeichnungen (Auswahl)
- 1998 Mitgliedschaft in der National Academy of Sciences
- 2005 Gairdner Foundation International Award (gemeinsam mit Jeffrey M. Friedman u. a.)[2]
- 2009 Shaw Prize in Life Science and Medicine (gemeinsam mit Jeffrey M. Friedman)[1]
- 2010 Albert Lasker Award for Basic Medical Research (gemeinsam mit Jeffrey M. Friedman)[3]
- 2012 BBVA Foundation Frontiers of Knowledge Award (gemeinsam mit Jeffrey M. Friedman)
- 2013 König-Faisal-Preis für Medizin (gemeinsam mit Jeffrey M. Friedman)[4]